# Bibliotheek Hector Hodler

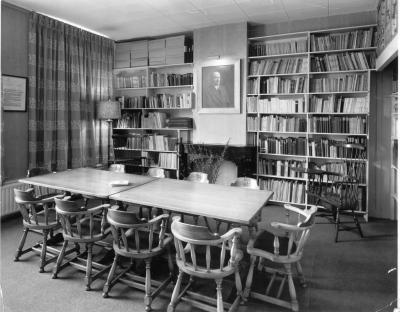
Leeskamer in de jaren zestig

De bibliotheek Hector Hodler is een van de grootste Esperanto-bibliotheken, met ongeveer 30.000 boeken, met tijdschriften, manuscripten, foto's, muziek, en andere collecties.  Het beslaat drie kamers in het hoofdkantoor van de Wereld-Esperantovereniging in Rotterdam. 

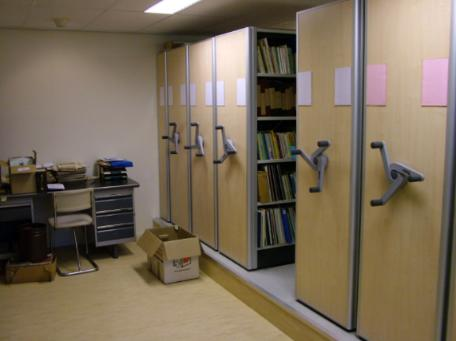
De bibliotheek in 2006

De bibliotheek is ontstaan in Zwitserland, toen de Zwitserse Esperanto-vereniging in 1908 een bibliotheek opende.  In 1912 kwam de bibliotheek in het bezit van Hector Hodler, de oprichter van UEA. Na zijn dood kwam het in bezit van UEA in Zwitserland. Na de tweede wereldoorlog werd de bibliotheek in 1947 te zijner er hernoemd in Bibliotheek Hector Hodler. Toen het hoofdkantoor van UEA naar Rotterdam verhuisde, werd ook de bibliotheek daar gevestigd (1960).
Andere belangrijke collecties van Esperanto-boeken zijn: International Esperanto Museum, Montagu C. Butler Library, Centre de documentation et d'étude sur la langue internationale, en de Duitse Esperanto-bibliotheek.